# Nou extremisme francès

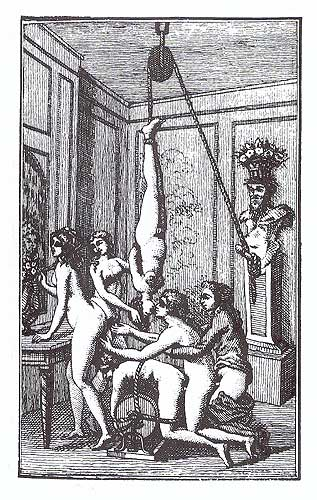
Gravat d'una impressió holandesa de Justine o les dissorts de la virtut del Marquès de Sade (cap a 1789)

El nou extremisme francès és un terme encunyat pel crític cinematogràfic de la revista Artforum, James Quandt, per a referir-se a una col·lecció de pel·lícules de caràcter transgressor produïdes per directors francesos al començament del segle xxi. Jonathan Romney, de The Independent, també s'hi ha referit quant descriu aquest estil de la següent manera:
| « | De Mario Bava a Georges Bataille, passant per Salò o le 120 giornate di Sodoma i Sade, semblen les influències clau d'un cinema que sobtadament està decidit a esmicolar cada tabú, a vorejar rius de vísceres i escumes d'esperma, a omplir cada fotograma amb nuesa, atractiva o arrugada, i sotmetre-la a tota forma de penetració, mutilació i corrupció. | » |

## Història
Quandt categoritza amb aquesta etiqueta a François Ozon, Gaspar Noé, Catherine Breillat, Bruno Dumont, Trouble every day (2001) de Claire Denis, Intimité (2001) de Patrice Chéreau, Le Pornographe (2001) de Bertrand Bonello, Dans ma peau de Marina de Van, Pola X (1999) de Leos Carax, Sombre (1998) i La vie nouvelle (2002) de Philippe Grandrieux, Choses secrètes (2002) de Jean-Claude Brisseau, La Chatte à deux têtes (2002) de Jacques Nolot, Baise-moi (2000) de Virginie Despentes i Haute tension (2003) d'Alexandre Aja.
Tot i que Quandt pretenia que aquest terme fos pejoratiu, moltes d'aquestes obres han estat aclamades per la crítica. David Fear afegeix que la manca d'humanitat que rau sota l'horror representat en aquestes pel·lícules els atorga aquesta mala fama. Jonathan Romney també associa amb aquest estil Demonlover (2002) d'Olivier Assayas i Ma mère (2004) de Christophe Honoré.
Tim Palmer també ha escrit sobre aquestes pel·lícules, descrivint-les com un gènere que constitueix un «cinema del cos». Palmer sosté que aquestes produccions reflecteixen una llarga trajectòria estilística, un tipus d'avantguarda entre directors d'idees afins, i situa aquesta tendència dins del complex ecosistema del cinema francès, subratllant la diversitat conceptual i l'abast artístic de les pel·lícules franceses contemporànies.

Salò o le 120 giornate di Sodoma (1975)

Jonathan Romney assenyala una llarga tradició de pintors i escriptors (majoritàriament francesos) que han influenciat aquests directors: el Marquès de Sade i L'origen del món de Gustave Courbet, el Comte de Lautréamont, Antonin Artaud, Georges Bataille, William S. Burroughs, Michel Houellebecq i Marie Darrieussecq. Romney va trobar precedents fílmics en Luis Buñuel i Salvador Dalí, Roman Polanski, Weekend de Jean-Luc Godard, Possession d'Andrzej Żuławski, i Michael Haneke. Quandt també esmenta a Arthur Rimbaud, Henri-Georges Clouzot, Georges Franju, Michelangelo Antonioni, Pier Paolo Pasolini, Guy Debord, Walerian Borowczyk i Psicosi.
John Wray afirma que aquests cineastes van mostrar menys interès per les pel·lícules de Hollywood que els seus antecessors de la Nouvelle Vague, i que s'assemblen tant a Jean Renoir com a Robert Bresson, en les preses llargues i en l'enigmàtic estil de narració de Bruno Dumont i dels Germans Dardenne. La categoria ampliada del nou extremisme pel que fa a altres cineastes europeus com Lars von Trier, Lukas Moodysson i Fatih Akın, va aparèixer posteriorment.

## Característiques
Encara que el nou extremisme francès engloba un grup variat tant d'estètica cinematogràfica com de cineastes, s'ha descrit com «un encreuament entre decadència sexual, violència brutal i psicosi desconcertant» els orígens del qual pouen en el cinema artístic i el cinema de terror. Així, doncs, les pel·lícules que pertanyen a aquest estil estan fortament enfocades a mostrar violència i sexe.
Matt Smith considera que les cinc pel·lícules principals que constitueixen aquesta nova onada de cinema de terror a França són: Haute tension, Ils, Frontière(s), À l'intérieur i Martyrs, les quals proporcionen una «visió completa de les preocupacions de l'ésser humà pel cos, pel físic i pel seu reflex en la societat». Dins d'aquestes obres identifica dos temes predominants: la invasió de la llar i, en relació amb això, la por a l'«altre».
És cert que les pel·lícules que pertanyen al nou extremisme francès mostren trets representatius d'una àmplia gamma de subgèneres de terror, com l'slasher, les pel·lícules de violació i venjança i les pel·lícules d'invasió domiciliar. Tanmateix, el cinema gore ha estat el més influent. Smith identifica el gore com un dels antecedents temàtics més importants del nou extremisme francès i considera els primers treballs del cineasta canadenc David Cronenberg com una influència clau en el moviment. També destaca l'enfocament col·lectiu d'aquest gènere en la corporeïtat humana i, concretament, en la destrucció i la violació.
En relació amb això, l'experta en cinema Linda Williams ha escrit sobre l'anomenat «terror corporal» o body horror, un terme que abasta la pornografia, l'horror i el melodrama. Les pel·lícules d'aquest gènere «prometen causar impressió i donar als nostres cossos una sacsejada física real mostrant tota una sèrie de sensacions que freguen el límit del suportable», i això és el que atrau el públic. Aquestes pel·lícules representen el cos humà aclaparat per intenses sensacions físiques o emocionals (per exemple, el plaer, el terror, tristesa), i es caracteritzen pel fet que indueixen els espectadors a recrear involuntàriament les emocions o sensacions retratades en pantalla: el plaer al porno, el terror a l'horror o la tristesa al melodrama.

La matança de Texas (1974)

El nou extremisme francès es compara quant a la temàtica amb el cinema d'explotació estatunidenc de la dècada del 1970 i «el qüestionament sense precedents de les pel·lícules d'explotació contra tot allò que la cultura dominant de Hollywood suposadament es preocupava per cuidar, és a dir, els ideals burgesos de la família i l'escola», segons Tania Modleski, de la mateixa manera que La matança de Texas o Cromosoma 3 foren dignes de destacar en el seu moment per la seva «relació de confrontació amb la cultura i la societat contemporània». Tant el cinema d'explotació com el nou extremisme francès es caracteritzen en gran manera per les seves actituds transgressores en relació amb la violència i el sexe que s'hi representa.
D'acord amb l'expert Tim Palmer, «[el nou extremisme] ofereix crítiques socials incisives mitjançant la representació de la societat contemporània com a aïllada, esgarrifosament imprevisible i aterridora». D'altra banda, s'ha observat que algunes pel·lícules han inclòs comentaris progressistes mentre que altres han mostrat una realitat conservadora, homòfoba i feixista.
Pascal Laugier, director de la controvertida pel·lícula de terror Martyrs, discrepa amb la idea que estigui produint-se un ressorgiment del terror a França:
Alguns cineastes relacionats amb el nou extremisme francès han continuat amb la producció de pel·lícules de terror comercials per als grans estudis estatunidencs. Alexandre Aja, director de Haute tension, va dirigir Els turons tenen ulls, una nova versió del clàssic de Wes Craven de 1972. Xavier Gens, director de Frontière(s), ja havia dirigit una important adaptació de Hollywood de la popular sèrie de videojocs Hitman quan es va estrenar Frotière(s), i va passar a fer la versió en anglès de The divide (2011).